# Tell (Archäologie)
In der Archäologie bezeichnet das arabische Wort Tell (beziehungsweise Tel, arabisch تل, DMG Tall ‚Hügel‘, gemeint: Siedlungshügel) eine Erhebung, die durch wiederholte Besiedlung entstand, wie die Zitadelle von Aleppo in Syrien oder die Zitadelle von Erbil in der autonomen Region Kurdistan.

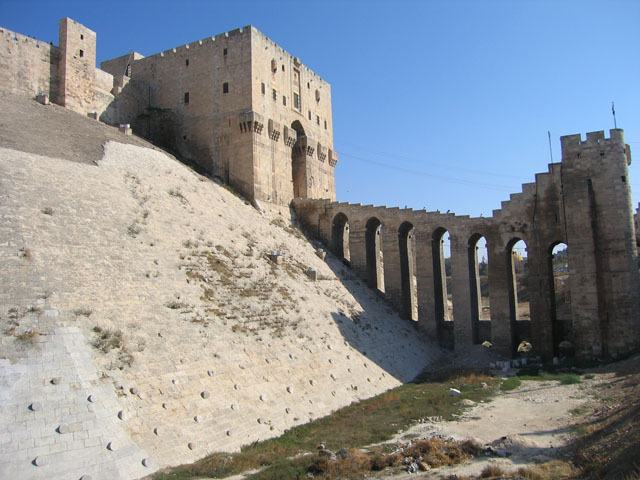
Zitadelle von Aleppo

## Bezeichnung und Vorkommen
Auf Hebräisch nennt man Tells tel (תל), auf Türkisch Höyük oder Hüyük, auf Persisch Tepe oder Tappa, auf Griechisch Magoula (im nordgriechischen Makedonien auch Toumba genannt), Rumänisch Magura und auf Bulgarisch Mogila (eigentlich Grabhügel). Kom ist die Bezeichnung in Ägypten und im Nordsudan. Der auch in Südosteuropa Tellsiedlung genannte vorgeschichtliche Wohnhügel wird in Dänemark Byhøj (wörtlich Stadthügel) genannt.
Tells entstehen in Gebieten, in denen Lehmziegel oder Stampflehm (Pisé) das bevorzugte Baumaterial darstellen, die Niederschläge gering sind und Siedlungen über einen längeren Zeitraum immer wieder an einem Ort errichtet werden. Sie finden sich im gesamten Vorderen Orient, auch in Europa, in Griechenland, Bulgarien, Rumänien (neolithische Siedlung von Pietrele, mit dem Tell Măgura Gorgana) und in Teilen Ungarns (wie in Jászberény) und Serbiens, erreichen hier aber nicht die Höhe wie etwa im Irak. Einer der größten bekannten Tells befindet sich in der Stadt Erbil (Arbela) in Kurdistan (Zitadelle von Erbil) und Tell Zeidan (bei Aleppo).
In Europa bildeten sich Tells vor allem während des Neolithikums und Äneolithikums. In der ungarischen Tiefebene entstanden Tells nur zwischen 5500 und 4500 v. Chr., für die folgende äneolithische Tiszapolgár-Kultur waren verstreute Flachsiedlungen typisch.
Im Unterschied zum Tell, der durch abgelagerten Siedlungsschutt im Lauf der Zeit zu einem künstlichen Hügel angewachsen ist, bezeichnet das arabische Wort qalʿa, entsprechend türkisch kale, eine auf einem natürlichen Hügel errichtete Siedlung.

## Beispiele

### Tell
Die folgenden Orte und Ausgrabungsplätze werden mit Tell beziehungsweise Tepe bezeichnet:

(alphab. nach Hauptnamen)
- Tall Abila, Jordanien
- Tell Abu Habbah (Tell Abū Ḥabbah), die historische Stadt Sippar, Irak
- Tell Abu Hureyra, Syrien
- Tell Abu-Schahrein, Mesopotamien, die Ausgrabungsstätte von Eridu, Irak
- Tell Ahmar, heute Til Barsip, assyrisch Kar-Salmanasser in Mesopotamien, Syrien
- Tell Afar, Irak
- Tell Agrab, Irak
- Tel Akko, Israel
- Tel Arad, das antike Arad im Süden Israels
- Tell Arqa, Libanon, Ausgrabungsort bei Arqa
- Tell Asmar, Mesopotamien, Irak
- Tel Aviv, Israel, hebräisch für „Hügel des Frühlings“: poetisch übersetzter Titel der hebräischen Ausgabe von Theodor Herzls 1902 erschienenem Roman Altneuland
- Tel Aseka, Israel
- Tall-i Bakun
- Tell el-Balamun, Ägypten
- Tell Balata, Sichem in Palästina
- Tell Barri, Syrien, in der Nähe von Tell Brak
- Tell Baschir, Türkei, vorgeschichtlicher Siedlungshügel mit mittelalterlicher Festung Turbessel
- Tall Bazi, Syrien
- Tell Be’er Scheva, Israel
- Tell Beydar, Nabada, Syrien
- Tell Bi'a, das antike Tuttul, Syrien am Euphrat
- Tell Bismaya, im Irak, siehe Adab
- Tell Brak, Nagar, Syrien, am Chabur
- Tell el-Burak, an der Küste südlich von Sidon im Libanon
- Tel Chamis, Nordostsyrien
- Tell Chuera, Ausgrabungsort in Syrien
- Tel ed-Duwer, Israel, die antike Stadt Lachisch
- Tell el-Chulefi, Ezjon-Geber am Golf von Aqaba
- Tell el-Dab'a, Ägypten nahe dem historischen Auaris, Südstadt der histor. Stadt Pi-Ramesse
- Tel Dan, arabisch Tell al-Kadi oder Tell el-Qadi, Nordisrael, in der Nähe des Kibbuz Dan
- Tell Deir Alla, Jordanien (historisches Land Gilead), in Fundort einer Inschrift über den biblischen Seher Bileam
- Tulul adh-Dhahab, Jordanien, Doppelhügel im Jabbok-Tal
- Tell Dja'de al Mughara, Nordsyrien
- Et-Tell, Palästina, das biblische Ai
- Tell el-Fara'in, Ägypten, heutiges Dep, Ortsteil von Buto
- Tell el-Farama, Ägypten, antikes Pelusium
- Tell-i-Ghazir, Iran
- Tel Goren, Tel En-Gedi bei En Gedi am Toten Meer
- Tell Habwe, Nildelta in Ägypten, Inschrift des Pharaos Nehesy
- Tel Hadar, Israel, am See Genezareth
- Tell Halaf, Syrien, namensgebend für die Halaf-Kultur, als Guzana Hauptstadt des aramäischen Reiches Bit-Bahiani
- Tell Hariri, Syrien, antikes Mari
- Tell Harmal, Irak
- Tel Hazor, Israel
- Tell el-Hiba, Irak, antikes Lagasch
- Tall Hujayrat al-Ghuzlan, Jordanien bei Aqaba
- Tell Jemmeh in Israel
- Tell Jokha, Mesopotamien, antikes Umma
- Tell Kāmid el-Lōz, Libanon
- Tell Karanovo, Bulgarien
- Tel Keisan, biblisches Akhshaph, Akšapa, nahe der Küste nördlich von Haifa in Israel
- Tell Khanasri, bei Irbid im Nordwesten Jordaniens
- Tell Kujundschik, antikes Ninive im Nordirak
- Tell Kuran im Nordosten Syriens
- Tall al-Magass, Jordanien, bei Aqaba
- Tell Măgura Gorgana, Kreis Giurgiu, Rumänien
- Tell Mahuz, in Nord-Mesopotamien[2] (vgl. Mahuza)
- Tell-i Malyan, Süd-Iran
- Tell Mardikh, das alte Ebla
- Tell el-Maschukah, Ägypten, die Städte Heroonpolis und Pi-Thum (Pa-Thom)
- Tell el-Maschuta, Ägypten
- Tell Mashnaqa, Syrien, am Chabur
- Tel Masos, im Beerscheba Tal in Israel
- Tall Mischrife, antikes Qatna in Syrien
- Tell Mohdâm, Tell Moqdan beziehungsweise Tell el-Moqdam, Tell el-Muqdam, Ägypten, antiker Stadtstaat Leontopolis
- Tell Mozan, Syrien, akkadische Stadt Urkeš
- Tell el-Mutesellim, antikes Megiddo
- Tell en-Nasbeh, bei Jerusalem, vermutlich antikes Mizpa
- Tell Nebi Jenus, ebenfalls Teil Ninives im Irak
- Telloh, Mesopotamien, antikes sumerisches Girsu
- Tell Qannas, Habuba Qabira am mittleren Euphrat in Syrien
- Tell Qarqur (Qarqar/Karkar), Syrien, antikes aramäisches Qarqar
- Tell Qasile, Tel Aviv, Israel
- Tell er-Retaba, historische Fundstätte in Ägypten
- Tall Rifaat, Nordsyrien, aramäisches Arpad
- Tell Roba, Tell al-Rubˁ, griechischer Name Mendes, im Nildelta in Ägypten
- Tel es-Safi, philistäisches Gat in der Schefela (Gazastreifen)
- Tell Schech Hamad, Dur Katlimmu
- Tell Siran in Amman, Ausgrabungsstätte auf dem Gelände der Universität von Jordanien
- Tell Sukas, antike Stadt im syrischen Gouvernement Latakia
- Tell es-Sultan (oder Tell Sultan), Palästina, biblisches Jericho
- Tell-i Taimuran, Süd-Iran, östlich von Schiras
- Tell Tayinat (Ta'yinat), Türkei nähe Antakya, 2009 assyrische Keilschriftfunde
- Tell Temai, Ägypten bei Mendes
- Tell Tuneinir, Syrien, am Chabur
- Tell el-Obed, Mesopotamien, namengebend für die Obed-Zeit
- Tall-e Takht, Iran, siehe Pasargadae
- Tall al-Uhaymir, antikes Kiš in Mesopotamien
- Tell el-Yahudiya, Ägypten
- Tell Yassir, Irak, vermutlich antikes Malgium
- Tell Zeidan, Tell Zaidan bei Raqqa, Syrien, südöstlich von Aleppo, siehe Tuttul#Geschichte
- Tall Zira'a, Jordanien, im Dreiländereck zu Syrien und Israel

### Tepe
Die folgenden Orte und Ausgrabungsplätze werden mit Tepe bezeichnet:

(alphab. nach Hauptnamen)
- Tepe Baba Dschan (auch kurz Baba Dschan, Bābā Jān oder Baba Djan), bei Kermanschah (Iran)[3]
- Ajina Tepe, Tadschikistan
- Altıntepe, Anatolien, östl. Türkei
- Anzavurtepe, östl. Türkei
- Arslantepe, Türkei
- Tepe Churvin, Iran
- Dalmā Tepe, West-Aserbaidschan (Iran)
- Dinkha Tepe, Iran[4]
- Tepe Djalian, Süd-Iran
- Tepe Djarii, Süd-Iran[5]
- Tepe Fullol, Afghanistan
- Tepe Gap (auch Tell-i Gap), Süd-Iran (in der Nähe von Tall-i Bakun)[6]
- Tepe Gaura, Irak
- Geoy Tepe, eine archäologische Ausgrabungsstätte im Nordwesten Irans
- Tepe Giyan, im Zagrosgebirge[7][8][9]
- Göbekli Tepe, südöstl. Türkei
- Godin Tepe, Iran
- Gohar Tepe, eine spätchalkolithische bis eisenzeitliche Siedlung im zentralen Nordiran
- Tepe Guran, jungsteinzeitliche Fundstätte südlich von Kermanschah im Tal des Flusses Hulailan im zentralen Zagrosgebiet in West-Iran[10]
- Hadschi Firuz Tepe, Iran
- Haft Tepe, Bezeichnung einer Reihe von Ruinenhügeln in Iran
- Haftavan Tepe, im Norden Irans[11]
- Hasanlu (Hasanlu Tepe oder Tappeh Hassanlu), im Norden Irans
- Tepe Hissar, im Norden Irans
- Tepe Iblis, Südost-Iran[12]
- Tepe Kavali, nordwestlich von Ilam in Iran[13]
- Kelar Tappeh (oder Kalar Tepe) in Kelārdascht
- Kordlar Tepe, im Norden Irans
- Tepe Malyan (auch Tell-i Malyan usw.), Iran, siehe Anschan (Persien)
- Tepe Marlik, bei Rudbar,[14] Iran
- Tepe Muschki, Süd-Iran[15]
- Tepe Nūsh-i Jan, Iran
- Hora-Tepé, dakische Siedlung, Stadt in Rumänien
- Jorgan Tepe, nördlicher Irak, in der Nähe von Kirkuk, Nuzi, Ga-Sur
- Kutlug-Tepe, Afghanistan
- Namazga Tepe, Siedlungshügel in Turkmenistan
- Pisdeli Tepe, in Aserbaidschan (Iran) südöstlich des Urmiasees[16]
- Qanat Tepe, Iran (Nischapur)
- Tepe Sabz (Siedlung 5200 bis 4800 v. Chr.), südlich von Baba Dschan, Iran
- Tepe Sarab, Iran
- Schah Tepe, Nord-Iran[17][18] (bei Gorgan)
- Tappe Sialk bzw. Tepe Siyalk, Iran
- Tilla Tepe, Afghanistan
- Tscheschme-Ali (Cheshmeh-e-Ali Tepe), Iran
- Tappe-ye Tschogha Misch, Iran (Chuzistan)
- Tureng Tepe, Iran (Gorgan)[19]
- Vineyard Tepe, Nordost-Iran (Nischapur in Chorasan)[20]
- Tepe Yahya (auch Tappeh Yahya), Südost-Iran (Kerman)
- Yanik-Tepe bei Täbris[21], Nordwest-Iran
- Yanik Tepe, im Norden Irans[22]
- Yarim Tepe (Irak), Mesopotamien (Irak)
- Yarim Tepe, Nord-Iran (bei Gorgan)
- Yemschi Tepe, Afghanistan
- Tappe Zaghe bzw. Zagheh, Iran
- Zernaki Tepe, ehemal. Urartu, östl. des Van-Sees, Türkei
- Ziyaret Tepe, am Tigris, das assyrische Tuschan

## Sonstiges
Tell im Sinne von Berg bezeichnet auch allgemein Erhebungen.